# 鲁斯塔姆·埃莫马利
鲁斯塔姆·埃莫马利（1987年12月19日—），塔吉克斯坦总统埃莫马利·拉赫蒙的儿子，现任塔吉克斯坦国民议会议长及杜尚别市长，因为受到其父庇护的缘故，外媒多数认为他将会是未来总统职位的有力竞争者。